# 1714
1714 (MDCCXIV) var ett normalår som började en måndag i den gregorianska kalendern och ett normalår som började en fredag i den julianska kalendern.

## Händelser

### Februari
- 19 februari – Svenskarna under Carl Gustaf Armfeldt d.ä. besegras av ryssarna i slaget vid Storkyro i Finland. Hela Finland hamnar nu i ryssarnas händer, vilket inleder den så kallade Stora ofreden, vilken kommer att vara till 1721.

### April
- 13 april – Västerås drabbas av en stadsbrand, där dock slottet klarar sig.[1]

### Juli
- 13 juli – Vicekungadömet Brasilien grundas.[2]
- 27 juli – Konteramiral Nils Ehrenskiöld håller med sex galärer länge stånd mot 115 ryska, men tillfångatas till slut och ryssarna segrar i slaget vid Rilax (i Bromarfs socken invid Hangö udd i Finland).

### Augusti
- 1 augusti – När Storbritanniens och Irlands regerande drottning Anna dör utan några arvingar efterträds hon av Georg I, som därmed blir Storbritanniens förste kung. Tronföljden har reglerats genom ett beslut av det engelska parlamentet 1701 och valet har fallit på Georg, då han står närmast tronen, eftersom han är ättling i rakt nedstigande led till Jakob I.
- 7 augusti – Helgoland blir en del av Danmark.[3]

### September
- 20 september – Under stora nordiska kriget intar ryssarna ett Umeå som lämnats skyddslöst av landshövding Anders Erik Ramsay, och bränner staden till grunden.

### Oktober
- 23 oktober – Det svenska justitiekanslerämbetet inrättas.
- 26 oktober – Karl XII lämnar Demotika för att resa hem. Han rider på rekordfart genom Europa, över Wien och Frankfurt am Main.

### November
- 11 november – Karl XII anländer till Stralsund.
- 22 november – Karl XII träffar baron Georg Heinrich von Görtz och börjar använda denne som rådgivare.

## Födda
- 21 januari – Anna Manzolini, italiensk biolog.
- 8 mars – Carl Philipp Emanuel Bach, tysk tonsättare.
- Alexander Wilson, skotsk astronom.

## Avlidna
- 5 februari – Carlo Fontana, italiensk arkitekt.
- 27 mars – Charlotta Amalia av Hessen-Kassel, drottning av Danmark och Norge 1670–1699, gift med Kristian V.
- 15 april – Esther Liebmann, tysk bankir.
- 17 april – Haquin Spegel, danskfödd kyrkoman och diktare, svensk ärkebiskop sedan 1711.
- 19 april – Cornelius Anckarstierna, svensk amiral.
- 11 maj – Pierre Legros den äldre, fransk skulptör under barocken.
- 30 maj – Gottfried Arnold, tysk författare.
- 1 augusti – Anna Stuart, regerande drottning av England och Skottland 1702–1707, av Irland sedan 1702 och av Storbritannien sedan 1707.

### Fotnoter
1. ↑  ”Värmlands brandhistoriska klubb”. Arkiverad från originalet den 12 oktober 2011. https://www.webcitation.org/62NB7kO36?url=http://www.brandhistoriska.org/olyckor_se.html. Läst 25 mars 2011.
2. ↑  ”World Statesmen (läst 6 april 2011)”. http://www.worldstatesmen.org/Brazil.html.
3. ↑  ”World Statesmen (läst 3 april 2011)”. http://www.worldstatesmen.org/Germany.html#Heligoland.